# Campionati del mondo di atletica leggera 2019 - 10000 metri piani femminili
La specialità dei 10000 metri piani femminili dei campionati del mondo di atletica leggera 2019 si è svolta il 28 settembre allo Stadio internazionale Khalifa di Doha, in Qatar.

## Podio
| Pos.    | Atleta           | Nazionalità | Tempo    |
| ------- | ---------------- | ----------- | -------- |
| Oro     | Sifan Hassan     | Paesi Bassi | 30'17"62 |
| Argento | Letesenbet Gidey | Etiopia     | 30'21"23 |
| Bronzo  | Agnes Tirop      | Kenya       | 30'25"20 |

## Situazione pre-gara

### Record
Prima di questa competizione, il record del mondo (RM) e il record dei campionati (RC) erano i seguenti.
| Record                | Prestazione | Atleta                | Data                                   | Competizione                |
| --------------------- | ----------- | --------------------- | -------------------------------------- | --------------------------- |
| Record mondiale       | 29'17"45    | Almaz Ayana Etiopia   | 12 agosto 2016 Rio de Janeiro, Brasile | Giochi della XXXI Olimpiade |
| Record dei campionati | 30'04"18    | Berhane Adere Etiopia | 23 agosto 2003 Parigi, Francia         | Mondiali 2003               |

### Campioni in carica
Le campionesse in carica, a livello mondiale e olimpico, erano:
| Campione | Atleta              | Prestazione | Data                                   | Competizione                |
| -------- | ------------------- | ----------- | -------------------------------------- | --------------------------- |
| Olimpico | Almaz Ayana Etiopia | 29'17"45    | 12 agosto 2016 Rio de Janeiro, Brasile | Giochi della XXXI Olimpiade |
| Mondiale | Almaz Ayana Etiopia | 30'16"32    | 5 agosto 2017 Londra, Gran Bretagna    | Mondiali 2017               |

### La stagione
Prima di questa gara, le atlete con le migliori tre prestazioni dell'anno erano:
| Pos. | Atleta                   | Prestazione | Data                                |
| ---- | ------------------------ | ----------- | ----------------------------------- |
| 1    | Letesenbet Gidey Etiopia | 30'37"89    | 17 luglio 2019 Hengelo, Paesi Bassi |
| 2    | Netsanet Gudeta Etiopia  | 30'40"85    | 17 luglio 2019 Hengelo, Paesi Bassi |
| 3    | Senbere Teferi Etiopia   | 30'45"14    | 17 luglio 2019 Hengelo, Paesi Bassi |

## Classifica
La gara si è tenuta il 29 settembre dalle ore 21:, con i seguenti risultati:
| Pos.    | Atleta              | Nazionalità   | Tempo    | Note                                                                               |
| ------- | ------------------- | ------------- | -------- | ---------------------------------------------------------------------------------- |
| Oro     | Sifan Hassan        | Paesi Bassi   | 30'17"62 | Miglior prestazione mondiale stagionale · Miglior prestazione personale stagionale |
| Argento | Letesenbet Gidey    | Etiopia       | 30'21"23 | Miglior prestazione personale                                                      |
| Bronzo  | Agnes Tirop         | Kenya         | 30'25"20 | Miglior prestazione personale                                                      |
| 4       | Rosemary Wanjiru    | Kenya         | 30'35"75 | Miglior prestazione personale                                                      |
| 5       | Hellen Obiri        | Kenya         | 30'35"82 | Miglior prestazione personale                                                      |
| 6       | Senbere Teferi      | Etiopia       | 30'44"23 | Miglior prestazione personale stagionale                                           |
| 7       | Susan Krumins       | Paesi Bassi   | 31'05"40 | Miglior prestazione personale                                                      |
| 8       | Marielle Hall       | Stati Uniti   | 31'05"71 | Miglior prestazione personale                                                      |
| 9       | Molly Huddle        | Stati Uniti   | 31'07"24 |                                                                                    |
| 10      | Emily Sisson        | Stati Uniti   | 31'12"56 |                                                                                    |
| 11      | Hitomi Niiya        | Giappone      | 31'12"99 | Miglior prestazione personale stagionale                                           |
| 12      | Camille Buscomb     | Nuova Zelanda | 31'13"21 | Miglior prestazione personale                                                      |
| 13      | Ellie Pashley       | Australia     | 31'18"89 | Miglior prestazione personale                                                      |
| 14      | Sinead Diver        | Australia     | 31'25"49 | Miglior prestazione personale                                                      |
| 15      | Stephanie Twell     | Regno Unito   | 31'44"79 |                                                                                    |
| 16      | Stella Chesang      | Uganda        | 32'15"20 |                                                                                    |
| 17      | Natasha Wodak       | Canada        | 32'31"19 |                                                                                    |
| 18      | Rachael Zena Chebet | Uganda        | 32'41"93 | Miglior prestazione personale                                                      |
| 19      | Minami Yamanouchi   | Giappone      | 32'53"46 |                                                                                    |
| 20      | Juliet Chekwel      | Uganda        | 33'28"18 |                                                                                    |
|         | Netsanet Gudeta     | Etiopia       | dnf      |                                                                                    |
|         | Alina Reh           | Germania      | dnf      |                                                                                    |